# Tebicuarymí
Tebicuarymí es un municipio paraguayo situado al este del departamento de Paraguarí. Se encuentra aproximadamente a 149 km de Asunción. Se llega a esta ciudad por un ramal de la Ruta PY01.
El distrito de Tebicuarymí se encuentra a orillas del río homónimo. Se sitúa en la frontera este del mencionado departamento, y es uno de los distritos menos poblados del departamento.

## Geografía
El distrito de Tebicuarymí se sitúa en el extremo este del Departamento de Paraguarí. Limita al norte con Ybytymí y el Departamento de Guairá; al sur con el Departamento de Guairá; al este con el Departamento de Guairá, separado por el Río Tebicuarymí; y al oeste se con Ybytymí y La Colmena. Riegan al distrito de Tebicuarymí las aguas del río del mismo nombre. Asimismo, la localidad cuenta con numerosos arroyos.

## Clima
Desde el punto de vista climático, hay que destacar que la temperatura media anual es de 22 °C con una máxima media de 28 °C y una mínima media de 18 °C. En cuanto a precipitaciones, lo normal oscila entre 1.400 y 1.600 mm al año. El mes de mayor lluvia es de noviembre y el más seco, julio.

## Economía
En esta zona la actividad agrícola está orientada a la producción de autoconsumo. Sus pobladores se dedican a la ganadería y a la producción agrícola de subsistencia. Se cultiva caña dulce, uvas, algodón y mandioca. Asimismo, se cría ganado vacuno, ovino, porcino y equino.

## Acceso
La Ruta PY01 es la principal vía asfaltada. Cruza todo el departamento de Paraguarí y, dentro de Tebicuarymí, se encuentra un ramal asfaltado que conecta con la capital del país y con otras localidades del departamento. Los caminos son asfaltados, terraplenados y enripiados, unen los distritos entre sí, y con la capital del departamento. 
En todo el departamento se dispone de los servicios telefónicos de Copaco y los de telefonía móvil, además funcionan varios medios de comunicación y llegan algunos periódicos de distribución nacional.
Se parte de la ciudad de Asunción por la Ruta PY01 hasta llegar a la capital departamental. Este dista 66 km de la capital y desde ahí se continúa por la misma ruta pasando por las ciudades de Carapeguá, Acahay y La Colmena. En ese punto se toma un camino totalmente pavimentado de aproximadamente 18 km, hasta llegar a la ciudad de Tebicuarymí. Otra alternativa es, que al llegar a la ciudad de Paraguarí, existe un nuevo ramal hacia la mano izquierda (partiendo desde Asunción) que une con la ciudad de Sapucai, Escobar, Caballero, Ybytymi y Tebicuary, en ese punto se encuentra un desvío hacia la mano derecha, del cual dista unos 17 km totalmente pavimentado hasta llegar a Tebicuarymí. Esta es la vía de llegada más corta y por ende más rápida.